# Portraits souvenirs
 (septembre 2016).
Si vous disposez d'ouvrages ou d'articles de référence ou si vous connaissez des sites web de qualité traitant du thème abordé ici, merci de compléter l'article en donnant les références utiles à sa vérifiabilité et en les liant à la section « Notes et références ».
Portraits souvenirs est une collection de bandes dessinées parue chez Dargaud puis reprise par Les Humanoïdes associés.

## Liste des albums
Par ordre alphabétique :
- L'Avenir perdu ; scénario et dessins d'Annie Goetzinger, avec Jon S. Jonsson et Andreas Knigge, Les Humanoïdes associés, 1992
- Bandollero : scénario, dessins et couleurs Carlos Giménez
- Barcelonight ; scénario et dessins d'Annie Goetzinger, Les Humanoïdes associés, 1990.
- Bogey : scénario Claude Jean-Philippe ; dessins Patrick Lesueur
- Charlotte et Nancy, scénario de Pierre Christin ; dessins d'Annie Goetzinger, Dargaud, 1987.
- Courts métrages, scénario de Laurence Harle, Serge Letendre, Claude Gemignani, dessin Michel Blanc-Dumont, Dargaud 1985
- La Boîte morte, le vengeur et son double : scénario Pierre Christin ; dessins et couleurs Bernard Puchulu
- La Demoiselle de la Légion d'Honneur : scénario de Pierre Christin ; dessins d'Annie Goetzinger, Dargaud, 1980 ; Les Humanoïdes associés, 1990.
- La Diva et le Kriegspiel, scénario de Pierre Christin ; dessins d'Annie Goetzinger, Dargaud, 1981 ; Les Humanoïdes associés, 1990.
- La maison du temps qui passe, scénario Pierre Christin, dessin Jean Vern, Dargaud 1985
- Le parfum des choses, scénario et dessin Bignon, Dargaud 1989
- Une éducation algérienne : scénario de Guy Vidal ; dessins d'Alain Bignon.
- Une luciole dans la ville, Scénario et dessin Vink, Dargaud 1989
- Un cercle magique, scénario Pierre Christin, dessin Jacques-Henri Tournadre, Dargaud 1986
- Un malaise passager : scénario de Guy Vidal ; dessins d'Alain Bignon.
- Plus con on tue : scénario de Guy Vidal ; dessins d'Alain Bignon.
- Rayon Dames ; scénario et dessins d'Annie Goetzinger, Les Humanoïdes associés, 1991.
- Tout le monde aime le printemps : scénario de Guy Vidal ; dessins d'Alain Bignon.
- La Voyageuse de petite ceinture, scénario de Pierre Christin ; dessins d'Annie Goetzinger, Dargaud, 1985 ; Les Humanoïdes associés, 1990.